# 이유형
이유형(李裕灐, 1911년 1월 21일 ~ 2003년 1월 29일)은 과거 대한민국의 축구 선수이자 축구 감독이었다.

## 경력
해방 전 숭실중학교와 연희전문학교, 경성 축구단에서 선수생활을 했으며 일본 축구 국가대표팀에서도 활약했다. 해방 후 1948년 하계 올림픽에 참가했으며, 한국 전쟁 발발 전에 감독 경력을 시작했으며, 휴전 후 대한민국 축구 국가대표팀의 감독을 맡았었다. 특히, 1956년 AFC 아시안컵에서 우승을 이끌었으며, 대한축구협회 이사직을 역임했다.
1954년 FIFA 월드컵 지역 예선에서 일본과의 경기를 앞두고, 이승만 대통령에게 '이기지 못하면 대한해협에 몸을 던지겠다'라는 말을 한 것으로도 유명하다. 대한민국은 1차전에서 일본을 5-1로 이기고, 2차전에서 2-2 무승부를 기록해 월드컵에 출전하게 됐다.